# فانتهیل گیفورد
فانتهیل گیفورد (به انگلیسی: Fonthill Gifford) یک روستا و محله مدنی در بریتانیا است که در ویلتشر واقع شده‌است. فانتهیل گیفورد ۱۰۲ نفر جمعیت دارد.